# Randonnai
Randonnai foi uma comuna francesa na região administrativa da Normandia, no departamento Orne. Estendia-se por uma área de 11,27 km². Em 2010 a comuna tinha 826 habitantes (densidade: 73,3 hab./km²).
Em 1 de janeiro de 2016, passou a formar parte da nova comuna de Tourouvre au Perche.